# پورپورا
بیشتر نارسایی‌های انعقاد خون (هموستاز) به صورت خون‌ریزی زیرپوستی و کبودشدگی مخاطی نمود می‌یابد به‌ویژه اگر دلیل نارسایی لختگی خون کاهش شمار پلاکتهای خون (ترومبوسیتوپنی) یا ناکارآمدی پلاکتها باشد. این لکه‌های خون‌ریزی زیرپوستی (وگاه زیر مخاطی) که با فشار موضعی از بین نمی‌روند بسته به اندازه به نامهای پتشی، پورپورا و اکیموز نام‌گذاری می‌شوند. لکه‌های از ۲ میلی‌متر تا یک سانتی‌متر پهنا را پورپورا (به انگلیسی: purpura) می‌نامند. بیشتر پورپورا در اندامهایی با افزایش فشار هیدرواستاتیک مانند پاها یا دور چشم (پلکها) بیشتر دیده می‌شود. لکه‌ها قرمز تا صورتی رنگ هستند.
پورپورا یا پتشی به خودی خود بی‌خطر هستند ولی شاید نشانهٔ یک بیماری زمینه‌ای مهم باشند.

## بیماریزایی

لکه‌های پورپورا

علل پوپورا بسیار متنوع است ولی شایعترین علت پیری است. پورپورای پیری در نتیجه ضعیف شدن بافتهای حمایت‌کننده عروق خونی زیرپوستی است. این عروق ضعیف شده مستعد آسیب و خون‌ریزی می‌گردند.
در برخی از بیماریها مانند پورپورای ترومبوسیتوپنیک، پورپورای هنوخ شوئن لاین، تروما، الکلیسم مزمن، مصرف داروهای ضدانعقاد خون برخی داروهای مدر و آنتی بیوتیکها، برخی بدخیمی‌ها مانند لوسمی، برخی عفونتها مانند مننگوکوک اختلالات خودایمنی، انعقاد درون‌رگی منتشر (DIC) و … پورپورا دیده می‌شود.

## تشخیص و درمان
در اختلالات پلاکتی معمولاً زمان سیلان خون (BT) در آزمایش خون افزایش یافته‌است و خون‌ریزی اصطلاحاً دیر بند می‌آید.
درمان پورپورا با درمان اختلال انعقاد خون و بیماری زمینه‌ایست. اگر مشکل زمینه‌ای وجود نداشته باشد این لکه‌ها به خودی خود در عرض چند روز بهبود می‌یابند.